# Philip William Anderson
Philip William Anderson (* 23. Juni 1915; † 27. März 1980 in Granada Hills, Kalifornien) war ein US-amerikanischer Filmeditor.

## Leben
Anderson begann seine Laufbahn als Editor im Jahr 1939. Zuvor trat er als Kinderdarsteller in zwei Kinofilmen auf, 1927 in dem Drama Mann-Weib-Sünde und 1929 in dem Western Rothaut (Redskin). Bis 1946 war er ausschließlich an Kurzfilmen beteiligt. Dann folgte eine mehrjährige Unterbrechung, in der er an keiner Produktion beteiligt war. Von 1955 bis einschließlich 1971 war Anderson dann als Editor vor allem von Kinofilmen aktiv. Insgesamt war er für den Schnitt von mehr als 60 Produktionen verantwortlich.
Bei mehreren Filmen arbeitete er mit dem Regisseur Mervyn LeRoy zusammen.
Anderson war drei Mal für den Oscar in der Kategorie Bester Schnitt nominiert. Das erste Mal 1957 zusammen mit seinen Kollegen William Hornbeck und Fred Bohanan für den Film Giganten, im Jahr darauf folgte eine zweite Nominierung für Sayonara zusammen mit Arthur P. Schmidt und ein letztes Mal 1962 für Die Vermählung ihrer Eltern geben bekannt. Für den letzteren Film wurde er von den American Cinema Editors mit einem Eddie-Award ausgezeichnet.

## Filmografie (Auswahl)
- 1940: Quicker’n a Wink (Kurzfilm)
- 1941: Army Champions (Kurzfilm)
- 1942: Marines in the Making (Kurzfilm)
- 1943: Seeing Hands (Kurzfilm)
- 1944: Movie Pests (Kurzfilm)
- 1956: Giganten (Giant)
- 1957: Sayonara
- 1958: Bevor die Nacht anbricht (Home before Dark)
- 1958: Messer an der Kehle (Westbound)
- 1959: Geheimagent des FBI (The FBI Story)
- 1960: Frankie und seine Spießgesellen (Ocean’s Eleven)
- 1961: 1000 Meilen bis Yokohama (A Majority of One)
- 1961: Die Vermählung ihrer Eltern geben bekannt (The Parent Trap)
- 1962: Gypsy – Königin der Nacht (Gypsy)
- 1963: Stärker als der Haß (One Man's Way)
- 1965: Der Schuß (Moment to Moment)
- 1965: Die Todes-Ranch (The Night of the Grizzly)
- 1967: Die wilden Jahre (The Sweet Ride)
- 1968: Zärtlich schnappt die Falle zu (How to Save a Marriage and Ruin Your Life)
- 1970: Ein Mann, den sie Pferd nannten (A Man Called Horse)